# 26 de março
26 de março é o 85.º dia do ano no calendário gregoriano (86.º em anos bissextos). Faltam 280 dias para acabar o ano.

## Eventos históricos

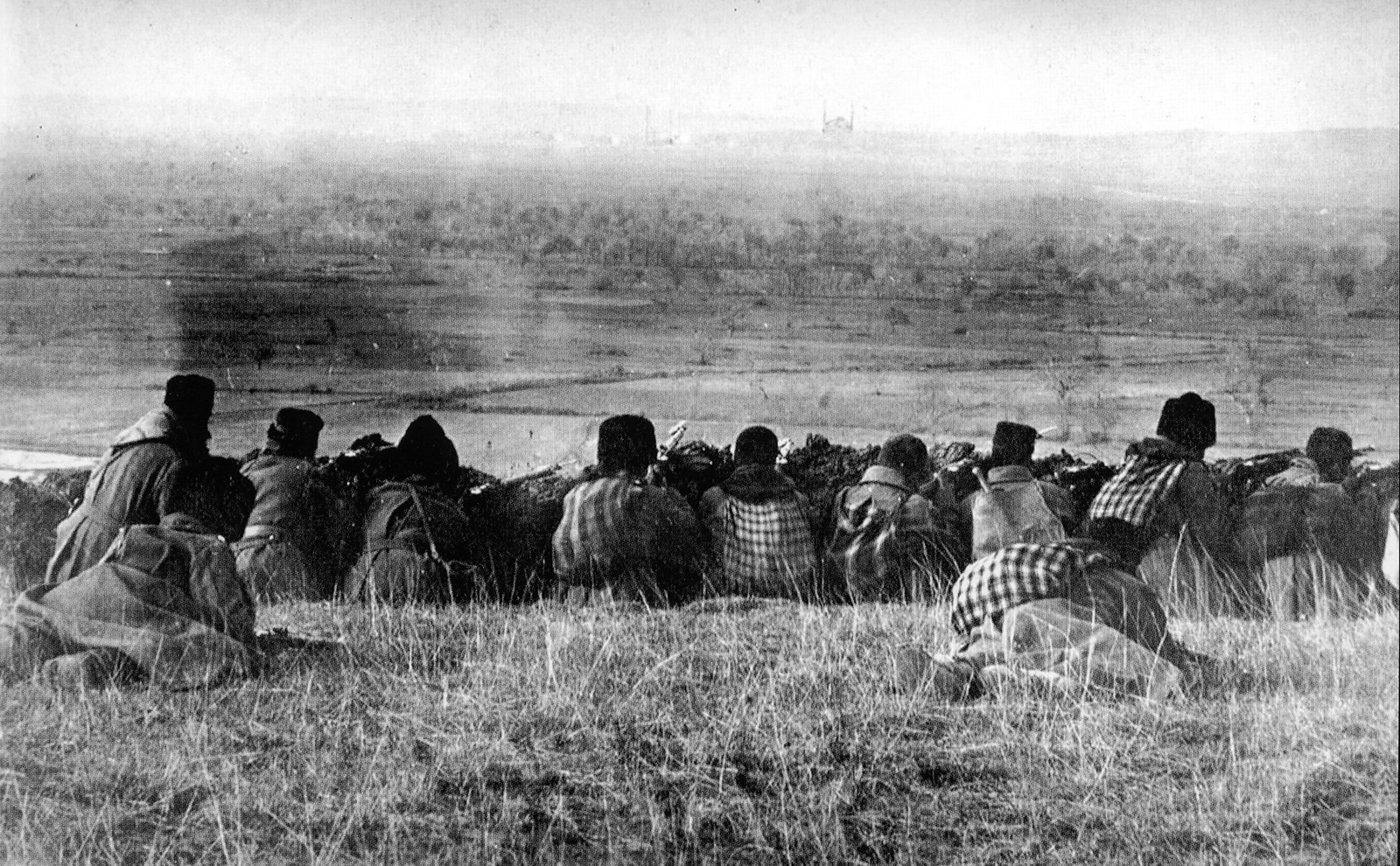
1913: Soldados búlgaros aguardando para atacar Adrianópolis

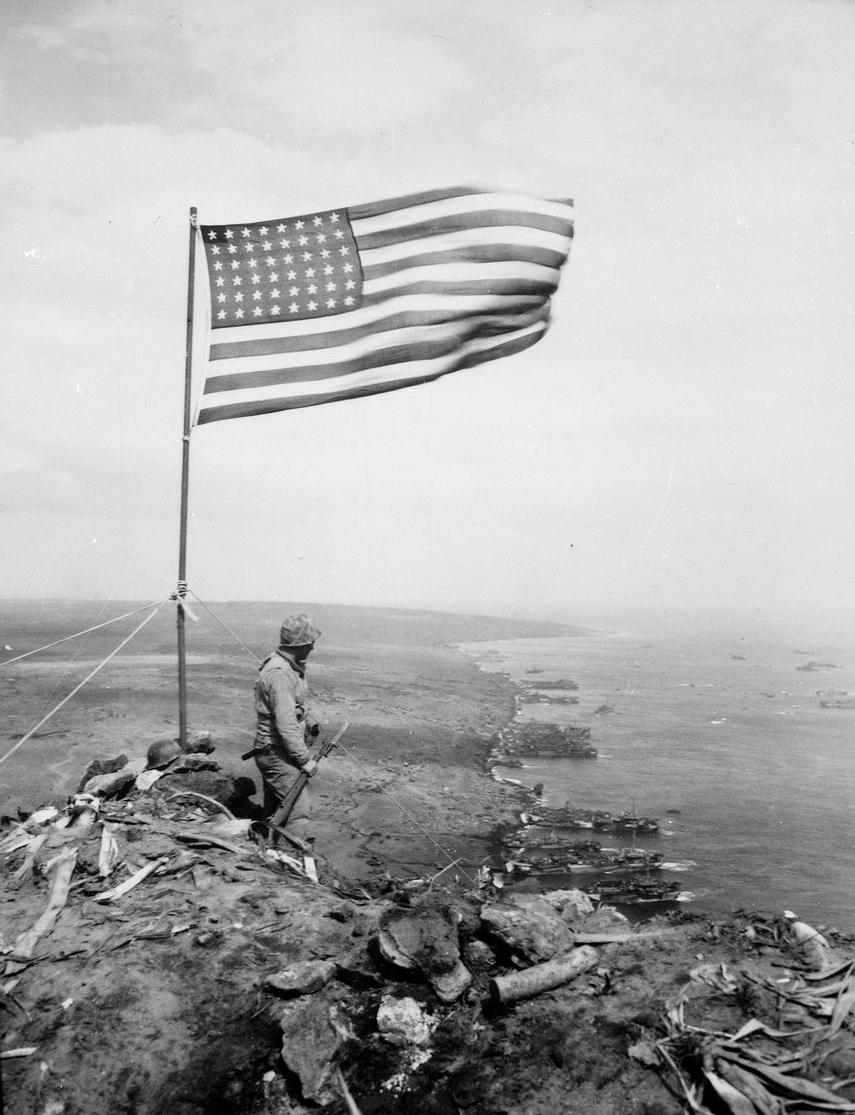
1945: Captura de Iwo Jima

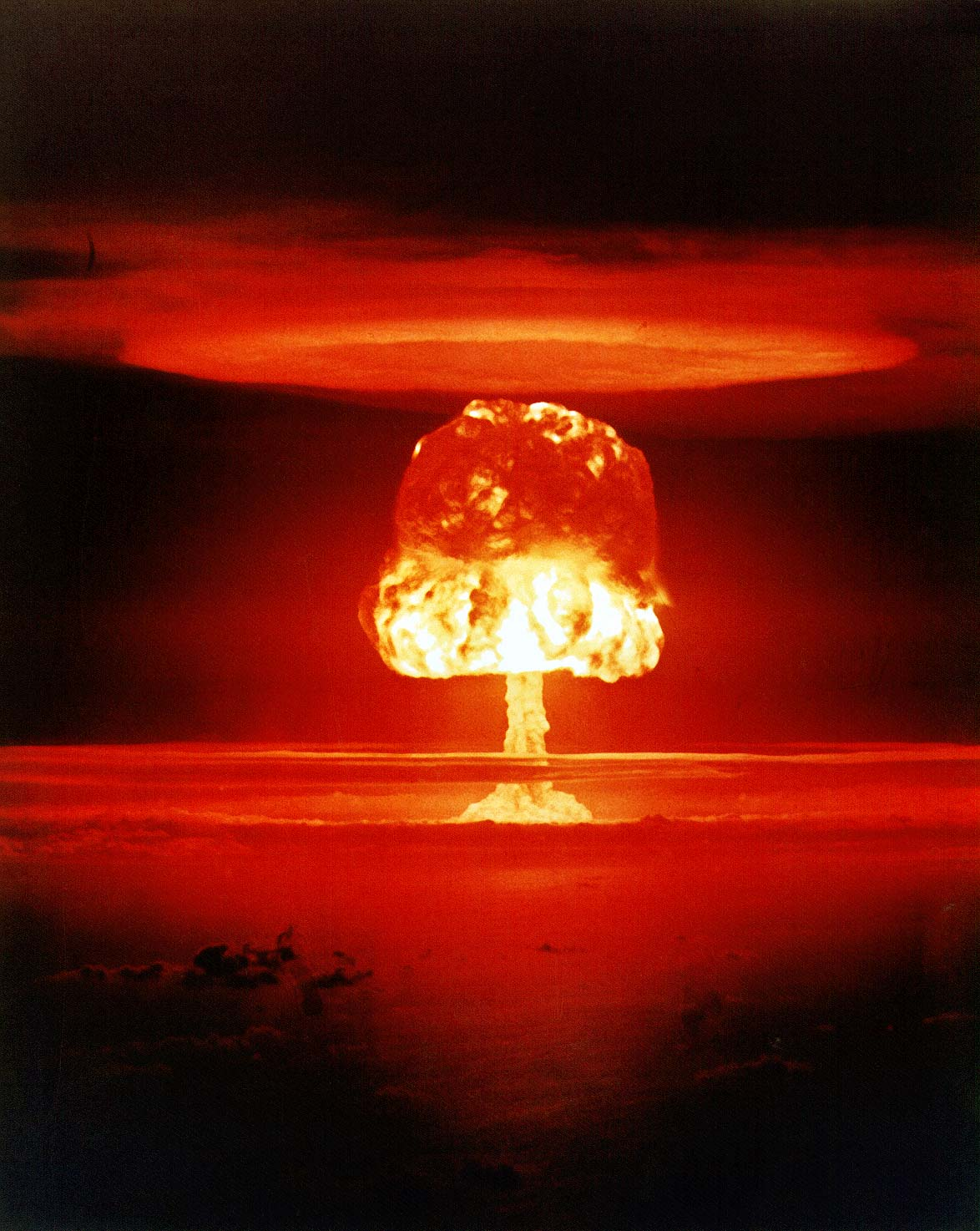
1954: Castle Romeo

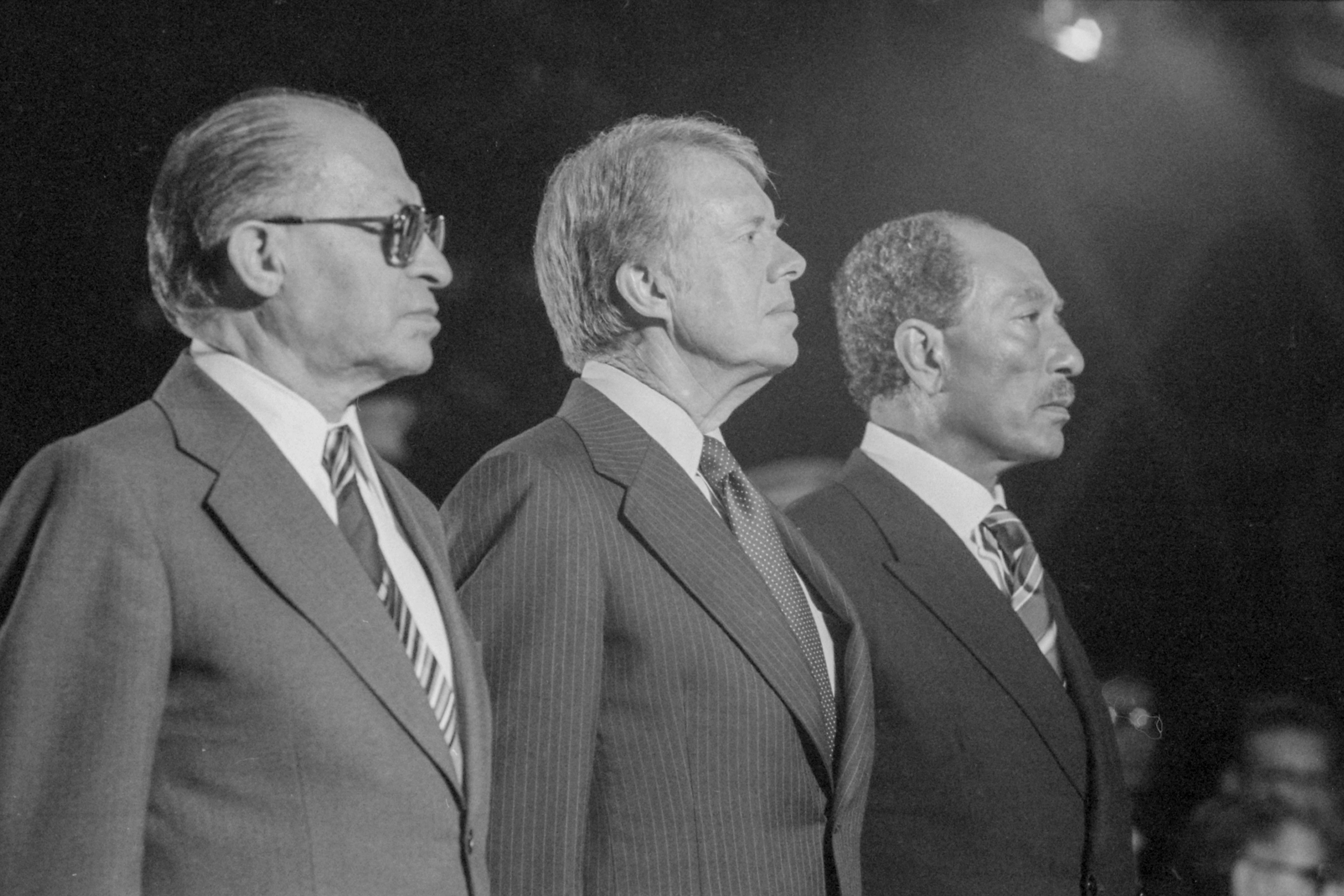
1979: Begin, Carter e Sadat

1991: Bandeira do Mercosul

- 0590 — O imperador Maurício proclama seu filho Teodósio coimperador do Império Romano do Oriente.
- 1021 — É anunciada a morte do califa fatímida Aláqueme Biamir Alá, mantida em segredo por seis semanas, juntamente com a sucessão de seu filho, Ali Azair.
- 1027 — O Papa João XIX coroa Conrado II como Imperador do Sacro Império Romano-Germânico.
- 1169 — Saladino torna-se o emir do Egito.
- 1244 — Assinado por Jaime I de Aragão e por aquele que mais tarde seria seu genro, o infante Afonso de Castela (mais tarde Rei Afonso X, o Sábio), o Tratado de Almizra entre a Coroa de Aragão e o Reino de Castela fixando os limites do Reino de Valência.
- 1344 — Termina o Cerco de Algeciras, um dos primeiros combates militares europeus em que se utilizou pólvora, utilizada pelos defensores muçulmanos contra as forças cristãs que tomaram a cidade.
- 1552 — Guru Amar Das se torna o terceiro guru sique.
- 1636 — Fundação da Universidade de Utreque nos Países Baixos.
- 1707 — Ratificação do Tratado de União de 1707, que aboliu a independência da Inglaterra e da Escócia em favor de um novo Estado, o "Reino Unido da Grã-Bretanha".
- 1772 — Fundação da freguesia de São Francisco do Porto dos Casais, que mais tarde viria a ser o município de Porto Alegre.
- 1812 — Um terremoto devasta a Venezuela, com magnitude estimada de 7,1 Mw, causou grandes danos em Caracas, La Guaira, Barquisimeto, San Felipe e Mérida. Estima-se que 15 000 a 20 000 pessoas morreram.[1]
- 1816 — A Missão Artística Francesa chega ao Brasil.
- 1830 — O Livro de Mórmon é publicado em Palmyra, Estados Unidos.
- 1871 — A Comuna de Paris é estabelecida formalmente.
- 1881 — Tessália torna-se novamente parte da Grécia.
- 1885 — Os métis do distrito de Saskatchewan, liderados por Louis Riel, iniciam a Rebelião de Saskatchewan contra o governo federal do Canadá.
- 1913 — Guerra dos Balcãs: as forças búlgaras tomam Adrianópolis.
- 1917 — Primeira Guerra Mundial: Primeira Batalha de Gaza - o avanço das tropas britânicas é interrompido pelo bloqueio de 17 000 turcos.
- 1923 — A Rádio BBC começa a transmissão regular de previsões atmosféricas no Reino Unido.
- 1931 — Fundação da Swissair como a companhia aérea nacional da Suíça.
- 1934 — A Carta de condução é introduzida no Reino Unido.
- 1939 — Guerra Civil Espanhola: os nacionalistas começam a sua ofensiva final da guerra.
- 1942 — Segunda Guerra Mundial: na Polônia, Auschwitz recebe suas primeiras prisioneiras de sexo feminino.
- 1945 — Segunda Guerra Mundial: os aliados capturam Iwo Jima, pondo um final à batalha de Iwo Jima.
- 1953 — Jonas Salk anuncia sua vacina contra a poliomielite.
- 1954 — Teste de armas nucleares: a Castle Romeo da Operação Castelo é detonada no Atol de Bikini. Produção: 11 megatons.
- 1958 — O Exército dos Estados Unidos lança o Explorer 3.
- 1971 — O Paquistão Oriental declara sua independência do Paquistão para formar a República Popular do Bangladexe dando início a Guerra de Independência de Bangladesh.
- 1975
  - Toma posse em Portugal o IV Governo Provisório, chefiado pelo primeiro-ministro Vasco Gonçalves.
  - Entra em vigor a Convenção sobre as Armas Biológicas.
- 1979 — Anwar Al Sadat, Menachem Begin e Jimmy Carter assinam o Tratado de paz israelo-egípcio em Washington, D.C..
- 1982 — Uma cerimônia de inauguração para o Memorial dos Veteranos do Vietnã é realizada em Washington, D.C.
- 1991
  - Assinatura do Tratado de Assunção criando o Mercosul.
  - O governo local é restaurado após três décadas de controle centralizado na Coreia do Sul.
- 1995 — O Acordo de Schengen entra em vigor.
- 1997 — Trinta e nove corpos são encontrados no suicídio coletivo da seita Heaven's Gate.
- 2000 — O Papa João Paulo II visita o Muro das Lamentações em Jerusalém.
- 2005 — Cerca de 200 mil a 300 mil taiwaneses manifestam-se em Taipei em oposição à Lei antissecessão da China.
- 2008 — Bovespa anuncia oficialmente o início do processo de fusão com a BM&F, criando a Nova Bolsa, nome provisório da nova instituição que surgiu com a fusão, que será a terceira maior bolsa de valores do mundo, e a segunda das Américas, em valor de mercado. Atualmente a instituição se chama [B]³.
- 2010 — A corveta Cheonan da Marinha sul-coreana é torpedeada, matando 46 marinheiros. Após uma investigação internacional, o presidente do Conselho de Segurança das Nações Unidas culpa a Coreia do Norte.
- 2014 — Equipe internacional liderada por brasileiros descobre o primeiro sistema de anéis em um asteroide do Sistema Solar.
- 2017 — Protestos na Rússia contra a corrupção em 99 cidades. A pesquisa do Levada Center mostrou que 38% dos russos pesquisados apoiavam os protestos e que 67% consideravam o Presidente da Rússia Vladimir Putin pessoalmente responsável por corrupção de alto nível.
- 2018 — Em resposta do envenenamento do ex-espião russo Sergei Skripal, governos do Canadá, dos Estados Unidos e 14 países europeus, declararam a expulsão de diplomatas russos e fechamento das embaixadas e consulados nesses países.
- 2024 — Um navio cargueiro derruba a ponte Francis Scott Key, na cidade de Baltimore, nos Estados Unidos.
- 2025 — O ex-presidente Jair Bolsonaro se torna o primeiro ex-mandatário brasileiro a se tornar réu por atentar contra a democracia.

## Nascimentos

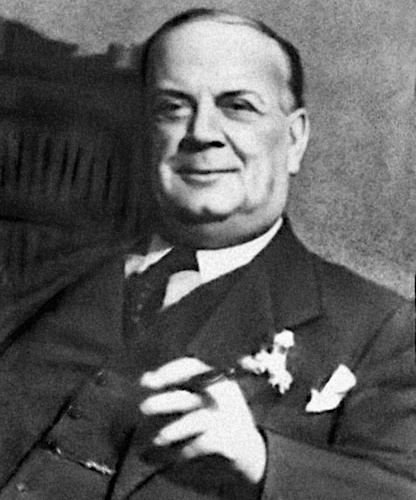
Guccio Gucci

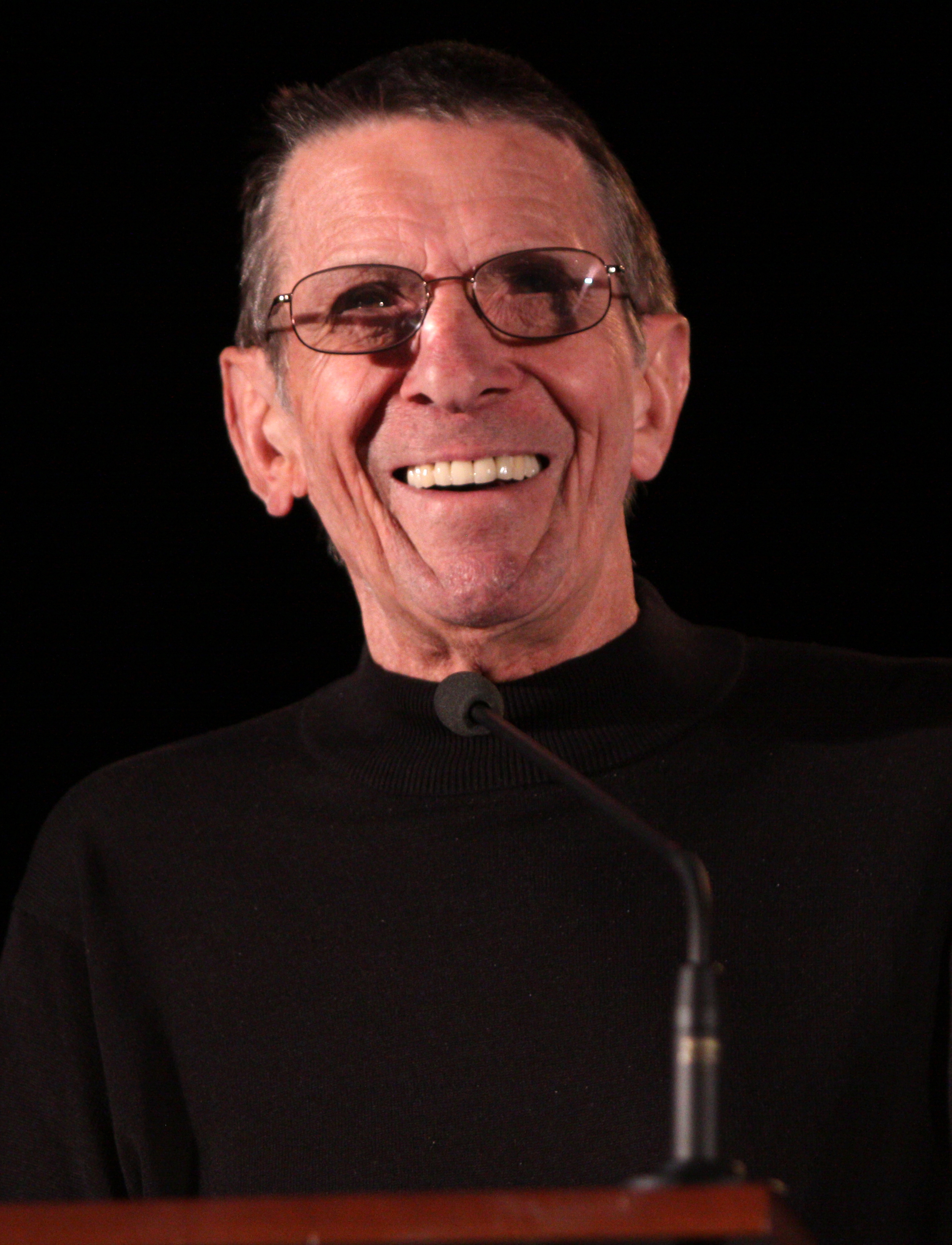
Leonard Nimoy

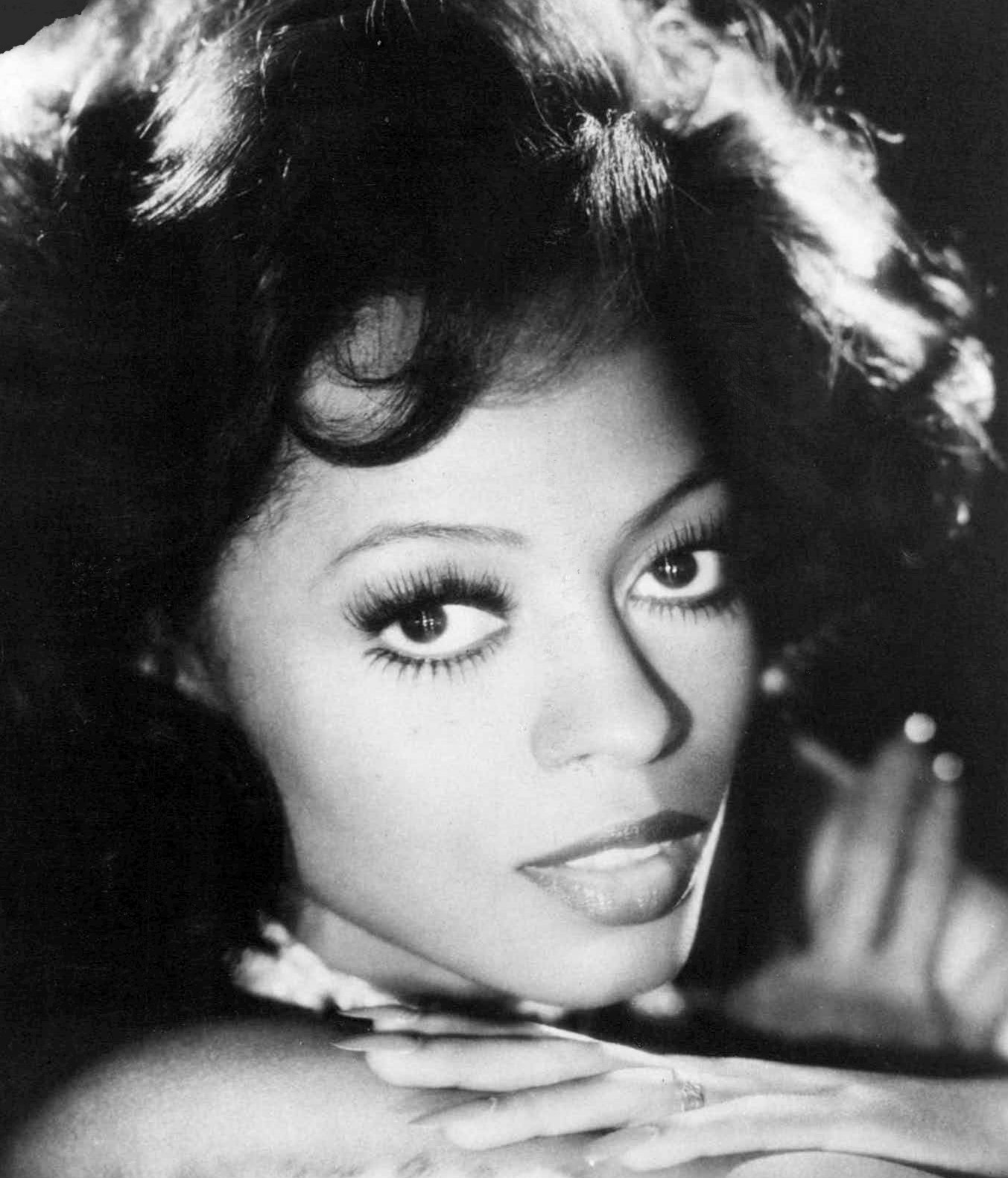
Diana Ross

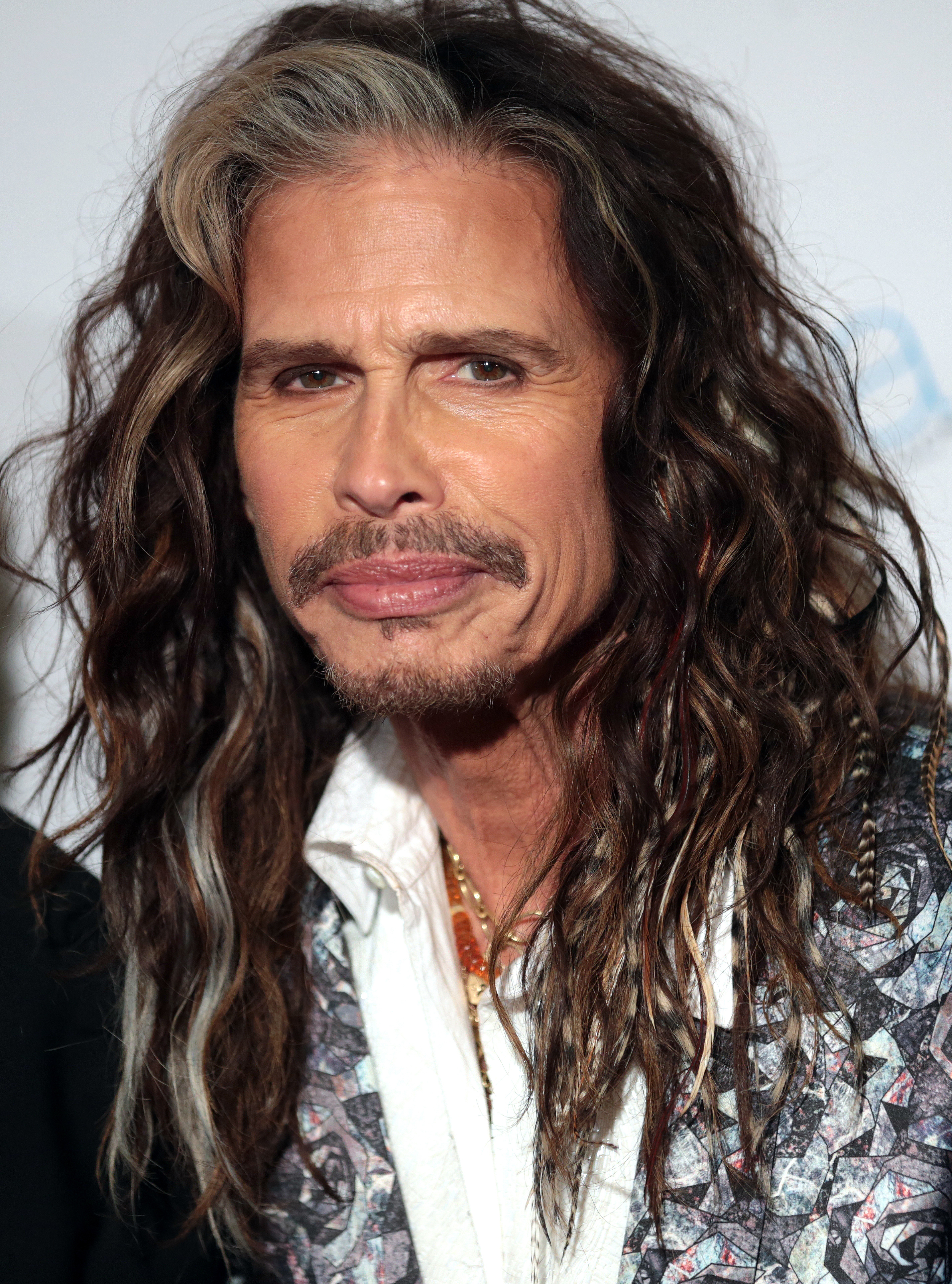
Steven Tyler

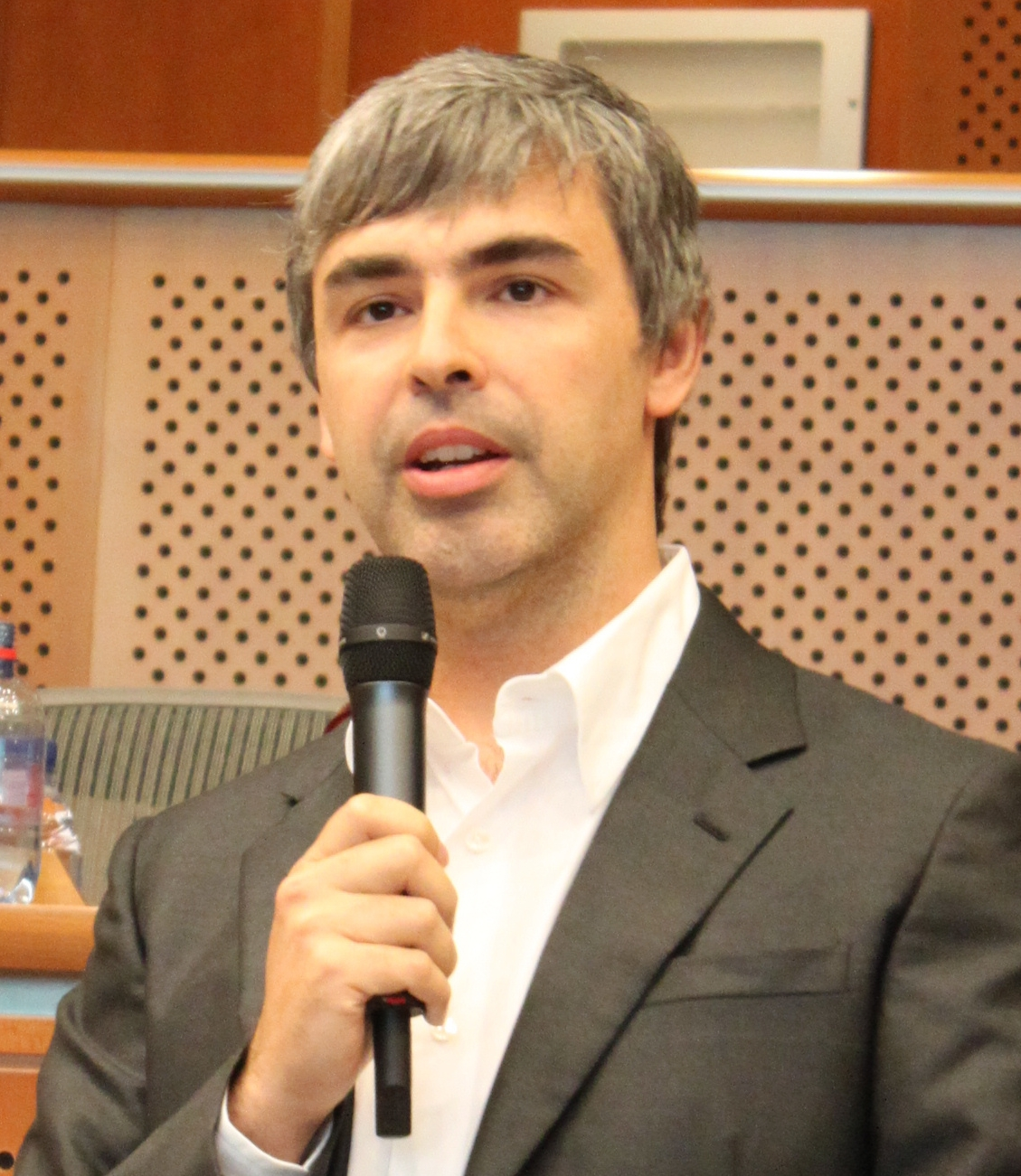
Larry Page

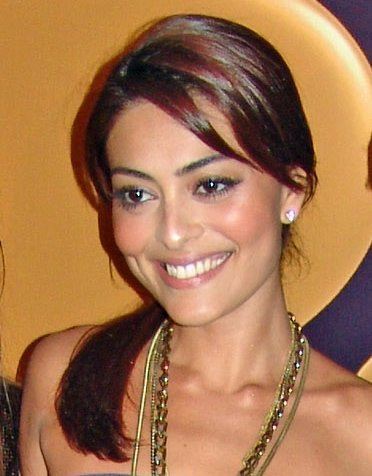
Juliana Paes

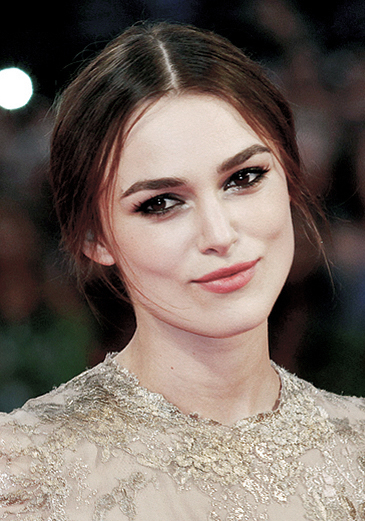
Keira Knightley

### Anteriores ao século XIX
- 1516 — Conrad Gessner, botânico e zoólogo suíço (m. 1565).
- 1554 — Carlos de Guise, Duque de Mayenne (m. 1611).
- 1584 — João II do Palatinado-Zweibrücken (m. 1635).
- 1651 — Ana Leonor de Stolberg-Wernigerode, princesa de Anhalt-Köthen (m. 1690).
- 1656 — Nicolaas Hartsoeker, matemático e físico neerlandês (m. 1725).
- 1753 — Benjamin Thompson, físico e político franco-americano (m. 1814).
- 1773 — Nathaniel Bowditch, matemático e navegador americano (m. 1838).
- 1789 — Edward Ffrench Bromhead, naturalista e matemático irlandês (m. 1855).
- 1794 — Julius Schnorr von Carolsfeld, pintor alemão (m. 1872).
- 1797 — Fortunato José Barreiros, militar e político português (m. 1885).

### Século XIX
- 1819 — Luís da Câmara Leme, militar, político e intelectual português (m. 1904).
- 1826 — Isabel de Saxe-Altemburgo (m. 1896).
- 1830 — Dewitt Clinton Senter, político americano (m. 1898).
- 1831
  - Eugène Renevier, geólogo e paleontólogo suíço (m. 1906).
  - Sophus Ruge, geógrafo e historiador alemão (m. 1903).
- 1836 — José Maria da Cunha Seixas, filósofo português (m. 1895).
- 1842 — Alexandre Saint-Yves d'Alveydre, ocultista francês (m. 1909).
- 1848 — John Churton Collins, crítico literário britânico (m. 1908).
- 1850 — Edward Bellamy, escritor, socialista e visionário utópico americano (m. 1898).
- 1858 — Luis Barros Borgoño, escritor e político chileno (m. 1943).
- 1859
  - A. E. Housman, poeta e estudioso britânico (m. 1936).
  - Manuel Luís Coelho da Silva, religioso português (m. 1936).
  - Adolf Hurwitz, matemático e acadêmico teuto-suíço (m. 1919).
- 1860 — André Prévost, tenista francês (m. 1919).
- 1865 — Cornelius Lott Shear, botânico estado-unidense (m. 1956).
- 1866
  - Fred Karno, produtor e gerente britânico (m. 1941).
  - Carl Christian Mez, botânico alemão (m. 1944).
- 1868 — Fuad I do Egito (m. 1936).
- 1874
  - Robert Frost, poeta e dramaturgo estado-unidense (m. 1963).
  - Elisabeth Altmann-Gottheiner, economista alemã (m. 1930).
- 1875
  - Max Abraham, físico e acadêmico polonês-alemão (m. 1922).
  - Syngman Rhee, jornalista e político sul-coreano (m. 1965).
  - Antônio Augusto de Carvalho Chaves, político brasileiro (m. 1949).
- 1876
  - Guilherme, Príncipe da Albânia (m. 1945).
  - Kate Richards O'Hare, ativista e editora do Partido Socialista Americano (m. 1948).
  - Gervásio Lima, escritor português (m. 1945).
- 1878 — Ptolomeu de Assis Brasil, engenheiro e militar brasileiro (m. 1935).
- 1879 — Othmar Ammann, engenheiro suíço-americano,(m. 1965).
- 1881 — Guccio Gucci, designer de moda italiano (m. 1953).
- 1882 — Hermann Obrecht, político suíço (m. 1940).
- 1883 — Sebastião Archer da Silva, empresário e político brasileiro (m. 1974).
- 1884
  - Wilhelm Backhaus, pianista e professor alemão (m. 1969).
  - Georges Imbert, engenheiro químico e inventor francês (m. 1950).
- 1888 — Elsa Brändström, enfermeira e filantropa sueca (m. 1948).
- 1889 — Imre Erdődy, ginasta húngaro (m. 1973).
- 1893
  - Palmiro Togliatti, jornalista e político italiano (m. 1964).
  - James Bryant Conant, químico, acadêmico e diplomata americano (m. 1978).
- 1894 — Viorica Ursuleac, soprano e atriz ucraniano-romena (m. 1985).
- 1895 — Vilho Tuulos, atleta finlandês (m. 1967).
- 1896 — Rudolf Dassler, empresário alemão  (m. 1974).
- 1898 — Lucien Choury, ciclista francês (m. 1987).

### Século XX

#### 1901–1950
- 1904
  - Joseph Campbell, mitologista e escritor estado-unidense (m. 1987).
  - Xenofón Zolótas, economista e político grego (m. 2004).
  - Emilio Fernández, ator, diretor e roteirista mexicano (m. 1986).
  - Attilio Ferraris, futebolista italiano (m. 1947).
- 1905
  - Viktor Frankl, neurologista e psiquiatra austríaco (m. 1997).
  - André Cluytens, maestro e diretor franco-belga (m. 1967).
- 1907 — Leigh Harline, compositor norte-americano (m. 1969).
- 1908
  - Franz Stangl, oficial nazista austríaco-alemão (m. 1971).
  - Samuel Bronston, cineasta estado-unidense (m. 1994).
  - Hilde Sperling, tenista alemã (m. 1981).
  - Herman Kalckar, bioquímico dinamarquês (m. 1991).
- 1909 — Héctor Cámpora, político argentino (m. 1980).
- 1911
  - John Langshaw Austin, filósofo e acadêmico britânico (m. 1960).
  - Bernard Katz, biofísico teuto-britânico, ganhador do Prêmio Nobel (m. 2003).
  - Tennessee Williams, dramaturgo e poeta estado-unidense (m. 1983).
  - Romeu Pellicciari, futebolista brasileiro (m. 1971).
- 1913
  - Paul Erdős, matemático e acadêmico húngaro-polonês (m. 1996).
  - Jacqueline de Romilly, filóloga, escritora e estudiosa franco-grega (m. 2010).
- 1914
  - Toru Kumon, matemático e acadêmico japonês (m. 1995).
  - William Westmoreland, general estado-unidense (m. 2005).
- 1916
  - Christian Boehmer Anfinsen, bioquímico e acadêmico americano, ganhador do Prêmio Nobel (m. 1995).
  - Sterling Hayden, ator e escritor estado-unidense (m. 1986).
- 1918
  - Luis Rey, médico brasileiro (m. 2016).
  - Ivo Silveira, político brasileiro (m. 2007).
- 1919 — Strother Martin, ator estado-unidense (m. 1980).
- 1920 — Sergio Livingstone, futebolista e jornalista chileno (m. 2012).
- 1922
  - Oscar Sala, físico e acadêmico ítalo-brasileiro (m. 2010).
  - Guido Stampacchia, matemático e acadêmico italiano (m. 1978).
- 1924
  - Luiz Villas-Boas, radialista português (m. 1999).
  - Hans Kalt, canoísta suíço (m. 2011).
- 1925
  - Pierre Boulez, pianista, compositor e maestro francês (m. 2016).
  - James Moody, saxofonista e compositor americano (m. 2010).
- 1926 — João do Amaral Gurgel, empresário e industrial brasileiro (m. 2009).
- 1929 — Charles Dumont, ator, cantor e compositor francês (m. 2024).
- 1930
  - Sandra Day O'Connor, advogada e jurista estado-unidense (m. 2023).
  - Gregory Corso, poeta estado-unidense (m. 2001).
  - Sigge Parling, futebolista sueco (m. 2016).
  - Lolita Torres, atriz e cantora argentina (m. 2002).
- 1931 — Leonard Nimoy, ator e diretor estado-unidense (m. 2015).
- 1933
  - Tinto Brass, diretor e roteirista italiano.
  - Renato Pirocchi, automobilista italiano (m. 2002).
- 1934
  - Alan Arkin, ator estado-unidense (m. 2023).
  - Dida, futebolista brasileiro (m. 2002).
- 1935
  - Enivaldo Ribeiro, político brasileiro.
  - Iberê Cavalcanti, cineasta brasileiro.
  - Mahmoud Abbas, político palestino.
- 1936
  - Éder Jofre, boxeador brasileiro (m. 2022).
  - Luz María Aguilar, atriz mexicana.
- 1937
  - Wayne Embry, ex-jogador e treinador de basquete americano.
  - Barbara Jones, ex-velocista americana.
  - Cliff Burvill, ciclista australiano (m. 2021).
  - Ahmed Qorei, político palestino (m. 2023).
  - Valentino Guzzo, humorista, ator, produtor de televisão, cantor e compositor brasileiro (m. 1998).
  - Albert Brülls, futebolista alemão (m. 2004).
- 1938
  - Anthony Leggett, físico e acadêmico anglo-americano, ganhador do Prêmio Nobel.
  - Ludgero Marques, empresário português.
  - Manuel Sanchís Martínez, futebolista espanhol (m. 2017).
- 1940
  - James Caan, ator e cantor estado-unidense (m. 2022).
  - Nancy Pelosi, advogada e política americana.
- 1941
  - Richard Dawkins, etologista, biólogo e acadêmico queniano-britânico.
  - Lella Lombardi, automobilista italiana (m. 1992).
  - Edison Mandarino, ex-tenista brasileiro.
- 1942
  - Erica Jong, escritora e poetisa estado-unidense.
  - José Megre, automobilista português (m. 2009).
- 1943
  - Bob Woodward, jornalista e escritor estado-unidense.
  - Carlos Ruiter, ex-futebolista brasileiro.
  - Guillermo Yávar, ex-futebolista chileno.
- 1944 — Diana Ross, cantora, compositora, produtora e atriz estado-unidense.
- 1945 — Mikhail Voronin, ginasta e treinador russo (m. 2004).
- 1946
  - Gonzaga Patriota, político brasileiro.
  - Simeon Simeonov, futebolista búlgaro (m. 2000).
- 1947 — Subhash Kak, professor e escritor indo-americano.
- 1948
  - Steven Tyler, cantor, compositor e ator estado-unidense.
  - Richard Tandy, pianista e tecladista britânico (m. 2024).
- 1949
  - Jon English, cantor, compositor e ator anglo-australiano (m. 2016).
  - Fran Sheehan, baixista americano.
  - Margarida da Romênia.
  - Patrick Süskind, escritor e roteirista alemão.
- 1950
  - Ernest Lee Thomas, ator estado-unidense.
  - Alan Silvestri, compositor e maestro estado-unidense.
  - Teddy Pendergrass, cantor e compositor estado-unidense (m. 2010).
  - Martin Short, ator, roteirista e produtor canadense-americano.

#### 1951–2000
- 1951
  - Carl Wieman, físico e acadêmico americano, ganhador do Prêmio Nobel.
  - Klaus Hoffmann, cantor, ator e compositor alemão.
  - Costică Ștefănescu, futebolista e treinador de futebol romeno (m. 2013).
- 1952 — Didier Pironi, automobilista francês (m. 1987).
- 1953
  - Luís Carlos Patraquim, poeta, autor teatral e jornalista moçambicano.
  - Elaine Chao, banqueira e política taiwanês-americana.
  - Sônia de Paula, atriz brasileira.
  - Lincoln Chafee, acadêmico e político americano.
- 1954 — Clive Palmer, empresário e político australiano.
- 1956
  - Park Won-soon, advogado e político sul-coreano (m. 2020).
  - Milan Jelić, político, jurista e dirigente esportivo bósnio (m. 2007).
- 1957 — Shirin Neshat, artista visual iraniana.
- 1958
  - Elio de Angelis, automobilista italiano (m. 1986).
  - Alar Karis, biólogo e político estoniano.
- 1960
  - Marcus Allen, ex-jogador de futebol americano e comentarista esportivo estado-unidense.
  - Jennifer Grey, atriz e dançarina estado-unidense.
  - Marquito, humorista e político brasileiro.
  - Sándor Sallai, ex-futebolista húngaro.
  - Brian Till, ex-automobilista estado-unidense.
  - Graeme Rutjes, ex-futebolista australiano-neerlandês.
- 1961 — William Hague, historiador e político britânico.
- 1962
  - Kátia, cantora brasileira.
  - Yuri Gidzenko, aviador e astronauta russo.
  - Falko Götz, ex-futebolista e treinador de futebol alemão.
  - Eric Allan Kramer, ator estado-unidense.
  - John Stockton, ex-jogador de basquete estado-unidense.
- 1963
  - Jorge Ricardo Coutinho Machado, escritor brasileiro.
  - Dan-Ola Eckerman, futebolista finlandês (m. 1994).
- 1964
  - Ed Wasser, ator estado-unidense.
  - Martin Donnelly, ex-automobilista britânico.
- 1965
  - Violeta Szekely, ex-corredora romena.
  - Valéria Monteiro, jornalista brasileira.
  - Trey Azagthoth, músico estado-unidense.
- 1966
  - Nick Wirth, engenheiro automobilístico britânico.
  - Michael Imperioli, ator e roteirista estado-unidense.
- 1967
  - Peter Schöttel, ex-futebolista e treinador de futebol austríaco.
  - Alberto Coyote, ex-futebolista mexicano.
- 1968
  - Laurent Brochard, ex-ciclista francês.
  - Kenny Chesney, cantor, compositor e guitarrista americano.
  - James Iha, guitarrista e compositor estado-unidense.
- 1969
  - Almir de Souza Fraga, ex-futebolista brasileiro.
  - Didier Otokoré, ex-futebolista marfinense.
- 1970
  - Paul Bosvelt, ex-futebolista neerlandês.
  - Jelle Goes, ex-futebolista e treinador de futebol neerlandês.
  - Martin McDonagh, dramaturgo, roteirista e diretor anglo-irlandês.
- 1971
  - Erick Morillo, DJ e produtor colombiano-americano (m. 2020).
  - Liviu Ciobotariu, ex-futebolista e treinador de futebol romeno.
  - Rogério Klafke, ex-jogador de basquete brasileiro.
  - Rennae Stubbs, ex-tenista australiana.
  - Francis Lawrence, cineasta austríaco-americano.
- 1972
  - Willem Jackson, ex-futebolista sul-africano.
  - Leslie Mann, atriz estado-unidense.
  - Daniella Ribeiro, política brasileira.
- 1973
  - Larry Page, cientista da computação e empresário americano.
  - T.R. Knight, ator estado-unidense.
  - Ivica Kralj, ex-futebolista montenegrino.
- 1974
  - Irina Spîrlea, ex-tenista romena.
  - Taribo West, ex-futebolista nigeriano.
  - Odvan, ex-futebolista brasileiro.
  - Edmílson Matias, ex-futebolista brasileiro.
  - Bruno Carvalho, ex-futebolista brasileiro.
- 1975 — Alessandro Lotta, músico italiano.
- 1976
  - Eirik Verås Larsen, canoísta norueguês.
  - Amy Smart, atriz e ex-modelo estado-unidense.
  - Giovani Braz, humorista brasileiro.
  - Óscar Sonejee, ex-futebolista andorrano.
- 1977
  - Morgan De Sanctis, ex-futebolista italiano.
  - Paulin Tokala Kombe, ex-futebolista congolês.
  - Sylvain Grenier, wrestler canadense.
  - Capi, ex-futebolista espanhol.
  - Simone Soares, atriz brasileira.
- 1978
  - Anastasia Kostaki, jogadora de basquete grega.
  - Sandra Romain, atriz romena.
  - Gladson Cameli, empresário, engenheiro e político brasileiro.
  - Debbie Dunn, ex-velocista norte-americana.
  - Andry Laffita, ex-pugilista cubano.
  - Guillermo Ramírez, ex-futebolista guatemalteco.
- 1979
  - Juliana Paes, atriz brasileira.
  - Pierre Womé, ex-futebolista camaronês.
  - Alicia Lagano, atriz estado-unidense.
  - Hiromi Uehara, pianista e compositora japonesa.
  - Abderraouf Zarabi, ex-futebolista argelino.
  - Nacho Novo, ex-futebolista espanhol.
- 1980
  - Margaret Brennan, jornalista americana.
  - Sérgio Paulinho, ex-ciclista português.
  - Lisa Oldenhof, canoísta australiana.
  - Daniel Bogdanović, futebolista maltês.
- 1981
  - Baruch Dego, ex-futebolista etíope-israelense.
  - Luke Ford, ator australiano.
  - Floriana Lima, atriz estado-unidense.
- 1982
  - Mikel Arteta, ex-futebolista e treinador de futebol espanhol.
  - J-five, rapper estado-unidense.
  - Andreas Hinkel, ex-futebolista alemão.
  - Stanislav Angelovič, ex-futebolista eslovaco.
- 1983
  - Anti Saarepuu, esquiador estoniano.
  - Mike Mondo, wrestler estado-unidense.
  - Toni Elías, motociclista espanhol.
  - Wagner Domingos, atleta brasileiro.
  - Karina Maruyama, ex-futebolista japonesa.
  - Roman Bednář, ex-futebolista tcheco.
- 1984 — Sara Jean Underwood, atriz, apresentadora e modelo estado-unidense.
- 1985
  - Keira Knightley, atriz britânica.
  - Anatolie Boeștean, ex-futebolista moldávio.
  - Daniel Axtyamov, ex-futebolista uzbeque.
  - Ovidiu Herea, ex-futebolista romeno.
  - Jonathan Groff, ator e cantor estado-unidense.
  - Matt Grevers, ex-nadador estado-unidense.
- 1986
  - Abraham Alechenwu, ex-futebolista nigeriano.
  - Brahim El Bahri, futebolista marroquino.
  - Tiago Azulão, futebolista brasileiro.
  - Blažo Rajović, ex-futebolista montenegrino.
  - Mario Rondón, futebolista venezuelano.
- 1987
  - Matteo Ardemagni, futebolista italiano.
  - Borja Viguera, ex-futebolista espanhol.
  - Ondřej Kúdela, futebolista tcheco.
  - Yui, cantora, compositora e atriz japonesa.
  - Gilberto Manuel Pereira da Silva, futebolista português.
  - Steward Ceus, ex-futebolista haitiano.
  - Emil Kenzhesariev, ex-futebolista quirguiz.
  - Robert Åhman-Persson, ex-futebolista sueco.
  - Elisson, futebolista brasileiro.
- 1988
  - Davidson Eden, futebolista ganês.
  - Lucas Bravo, ator e modelo francês.
  - Renate Cerljen, modelo sueca.
  - Calvin Kattar, lutador norte-americano de artes marciais mistas.
  - Lucas Marques, ex-futebolista brasileiro.
- 1989
  - Simon Kjær, ex-futebolista dinamarquês.
  - Federico Mancuello, futebolista argentino.
- 1990
  - Choi Woo-shik, ator sul-coreano.
  - Xiumin, cantor e ator sul-coreano.
  - Carly Chaikin, atriz estado-unidense.
  - Patrick Ekeng-Ekeng, futebolista camaronês (m. 2016).
  - Sarah Menezes, judoca brasileira.
  - Romain Saïss, futebolista marroquino.
  - Matteo Guidicelli, ator e cantor filipino.
- 1991
  - Jessika Alves, atriz brasileira.
  - Komlan Agbégniadan, futebolista togolês.
  - Ramy Youssef, ator, escritor e humorista estado-unidense.
- 1992
  - Romario Benzar, futebolista romeno.
  - Nina Agdal, modelo dinamarquesa.
  - Stoffel Vandoorne, automobilista belga.
  - Haley Ramm, atriz estado-unidense.
  - Emanuel Brítez, futebolista argentino.
- 1993 — Brayan García, futebolista hondurenho.
- 1994
  - Mayu Watanabe, cantora japonesa.
  - Alison Van Uytvanck, tenista belga.
  - Michael Olunga, futebolista queniano.
  - Paige VanZant, lutadora estado-unidense de artes marciais mistas.
  - Freya Tingley, atriz australiana.
  - Marcela Zacarías, tenista mexicana.
  - Ryan Arcidiacono, jogador de basquete ítalo-americano.
  - Ratchapong Anomakiti, ator, apresentador de televisão, mestre de cerimônias e modelo tailandês.
- 1996
  - Kathryn Bernardo, atriz filipina.
  - Núbia Soares, atleta brasileira.
- 1997
  - Wenyen Gabriel, jogador de basquete sudanês-americano.
  - Eduard Trippel, judoca alemão.
  - Thitiwat Ritprasert, ator e modelo tailandês.
- 1998
  - Satoko Miyahara, patinadora artística japonesa.
  - Enaldinho, youtuber brasileiro.
  - Omar Ayuso, ator espanhol.
- 1999
  - Quinn Sullivan, guitarrista estado-unidense.
  - Linus Lundqvist, automobilista sueco.
- 2000
  - Nina Derwael, ginasta belga.
  - Fausto Vera, futebolista argentino.

### Século XXI
- 2001
  - Benoît Badiashile, futebolista francês.
  - Khéphren Thuram, futebolista francês.
- 2004 — Michael Leonard, ciclista canadense.
- 2005 — Ella Anderson, atriz estado-unidense.

## Mortes

### Anteriores ao século XIX
- 0752 — Papa eleito Estêvão (n. ?).
- 0809 — Ludgero, missionário frísio (n. c. 742).
- 0903 — Sugawara no Michizane, poeta japonês (n. 845).
- 0922 — Almançor Alhalaje, místico e poeta persa (n. 858).
- 1130 — Sigurdo I da Noruega (n. 1090).
- 1132 — Godofredo de Vendôme, cardeal e teólogo francês (n. 1065).
- 1211 — Sancho I de Portugal (n. 1154).
- 1324 — Maria do Luxemburgo (n. 1305).
- 1350 — Afonso XI de Castela (n. 1312).
- 1402 — Davi Stuart, Duque de Rothesay (n. 1378).
- 1535 — Georg Tannstetter, matemático, astrônomo e cartógrafo austríaco (n. 1482).
- 1566 — Antonio de Cabezón, organista e compositor espanhol (n. 1510).
- 1605 — Jakob Ayrer, dramaturgo alemão (n. 1543).
- 1629 — Inês de Brandemburgo, duquesa da Pomerânia (n. 1584).
- 1649 — John Winthrop, advogado e político inglês (n. 1588).
- 1679 — Johannes Schefferus, historiador e escritor sueco (n. 1621).
- 1726 — John Vanbrugh, dramaturgo e arquiteto britânico (n. 1664).
- 1780 — Carlos I, Duque de Brunsvique-Volfembutel (n. 1713).
- 1793 — John Mudge, médico e engenheiro britânico (n. 1721).
- 1797 — James Hutton, geólogo e médico britânico (n. 1726).

### Século XIX
- 1802 — Luís António José Maria da Câmara, nobre português (n. 1754).
- 1814 — Joseph-Ignace Guillotin, médico e político francês (n. 1738).
- 1825 — Jean Vincent Félix Lamouroux, biólogo francês (n. 1779).
- 1827 — Ludwig van Beethoven, pianista e compositor alemão (n. 1770).
- 1831 — Richard Allen, religioso estado-unidense (n. 1760).
- 1864 — Jan Bake, filólogo clássico e critico literário neerlandês (n. 1787).
- 1870 — Raymond Monvoisin, pintor, desenhista e litógrafo francês (n. 1870).
- 1874 — José de Avelar e Almeida, nobre brasileiro (n. 1810).
- 1888
  - Bargaxe ibne Saíde de Zanzibar (n. 1837).
  - Walter Bache, pianista e maestro britânico (n. 1842).
- 1891 — Joaquim Antônio Vasques, tipógrafo, jornalista e militar brasileiro (n. ?).
- 1892 — Walt Whitman, poeta, ensaísta e jornalista estado-unidense (n. 1819).
- 1898 — William Guybon Atherstone, médico, naturalista e geólogo britânico (n. 1814).

### Século XX
- 1901 — Elias Fausto Pacheco Jordão, político brasileiro (n. 1849).
- 1902 — Cecil Rhodes, colonialista, empresário e político anglo-sul-africano (n. 1853).
- 1910 — Auguste Charlois, astrônomo francês (n. 1864).
- 1920 — Luís Maria Filipe de Orléans e Bragança (n. 1878).
- 1921 — Leonel Martiniano de Alencar, diplomata brasileiro (n. 1832).
- 1923 — Sarah Bernhardt, atriz e roteirista francesa (n. 1844).
- 1924 — Augusto Machado, compositor português (n. 1845).
- 1926 — Konstantin Fehrenbach, advogado e político alemão (n. 1852).
- 1929 — João Fernandes de Sousa, político brasileiro (n. 1855).
- 1932 — Henry Leland, maquinista, inventor, engenheiro, empresário automotivo americano(n. 1843).
- 1940 — Spiridon Louis, atleta grego (n. 1873).
- 1942 — Gustaaf Adolf Frederik Molengraaff, geólogo, biólogo e explorador neerlandês (n. 1860).
- 1945 — David Lloyd George, advogado e político britânico (n. 1863).
- 1948 — Frederico Benício de Sousa Costa, religioso brasileiro (n. 1875).
- 1951 — Walter Kirchhoff, cantor lírico alemão (n. 1879).
- 1957
  - Édouard Herriot, político francês, primeiro-ministro da França (n. 1872).
  - Max Ophüls, diretor e roteirista teuto-americano (n. 1902).
- 1959
  - Raymond Chandler, romancista e roteirista policial estado-unidense (n. 1888).
  - Montserrat Grases, estudante espanhola  (n. 1941).
- 1961 — Carlos Duarte Costa, prelado brasileiro (n. 1888).
- 1963 — Pierre Lacau, egiptólogo francês (n. 1873).
- 1964 — Paul A. Baran, economista estado-unidense (n. 1910).
- 1969
  - John Kennedy Toole, novelista americano (n. 1937).
  - Günther Weisenborn, escritor e dramaturgo alemão (n. 1902).
  - Nélson Hungria, jurista brasileiro (n. 1891).
- 1970 — Jaime de Altavila, jornalista e político brasileiro (n. 1895).
- 1971 — Elpídio Josué de Almeida, político brasileiro (n. 1893).
- 1973 — Noël Coward, dramaturgo, ator e compositor britânico (n. 1899).
- 1976 — Lin Yutang, escritor chinês (n. 1895).
- 1979 — Jean Stafford, escritor e acadêmico americano (n. 1915).
- 1980 — Roland Barthes, linguista e crítico francês (n. 1915).
- 1983 — Anthony Blunt, historiador e espião britânico (n. 1907).
- 1984
  - Ahmed Sékou Touré, político guineense (n. 1922).
  - Octávio Trompowsky, enxadrista brasileiro (n. 1897).
- 1985 — Daniel Brüning, político brasileiro (n. 1925).
- 1987 — Eugen Jochum, maestro alemão (n. 1902).
- 1988 — Miguel Abuelo, músico, poeta e cantor argentino (n. 1946).
- 1993 — Reuben Fine, enxadrista estado-unidense (n. 1914).
- 1995
  - Eazy-E, rapper e produtor estado-unidense (n. 1963).
  - Manuel Vítor Filho, pintor, desenhista, ilustrador e cartunista brasileiro (n. 1927).
- 1996
  - Edmund Muskie, tenente, advogado e político americano (n. 1914).
  - David Packard, engenheiro e empresário americano (n. 1912).
- 1997 — Eziquiel Martins Marinho, capoeirista brasileiro (n. 1941).

### Século XXI
- 2002 — Randy Castillo, baterista e compositor americano (n. 1950).
- 2003
  - Anísio Medeiros, diretor de arte, cenógrafo e figurinista brasileiro (n. 1922).
  - Daniel Patrick Moynihan, sociólogo e político americano (n. 1927).
  - José Tamayo, diretor e empresário teatral espanhol (n. 1920).
  - Violet Cliff, patinadora artística britânica (n. 1916).
- 2005
  - James Callaghan, tenente e político britânico (n. 1912).
  - Paul Hester, músico australiano (n. 1959).
- 2006
  - Ariclê Perez, atriz brasileira (n. 1943).
  - Paul Dana, automobilista estado-unidense (n. 1976).
- 2007
  - Beniamino Andreatta, político e economista italiano (n. 1928).
  - Heinz Schiller, automobilista suíço (n. 1930).
  - João Soares Louro, administrador português (n. 1933).
  - Mikhail Ulyanov, ator russo (n. 1927).
  - Sylvia Straus, pianista estado-unidense (n. 1913).
- 2008 — Manuel Marulanda Vélez, líder rebelde colombiano (n. 1930).
- 2009 — Arne Bendiksen, cantor e compositor norueguês (n. 1926).
- 2010 — Speedfreaks, rapper brasileiro (n. 1973).
- 2011
  - Roger Abbott, ator, produtor e roteirista anglo-canadense (n. 1946).
  - Geraldine Ferraro, advogada e política americana (n. 1935).
  - Diana Wynne Jones, escritora britânica (n. 1934).
  - Paul Baran, cientista norte americano (n. 1926).
- 2012 — Sisto Averno, jogador de futebol americano estado-unidense (n. 1925).
- 2013 — Tom Boerwinkle, jogador de basquete e comentarista esportivo americano (n. 1945).
- 2014 — Marcus Kimball, político britânico (n. 1928).
- 2015
  - Mar Dinkha IV, patriarca iraquiano (n. 1935).
  - Friedrich Ludwig Bauer, matemático, cientista da computação e acadêmico alemão (n. 1924).
  - Tomas Tranströmer, poeta, tradutor e psicólogo sueco, ganhador do Prêmio Nobel (n. 1931).
  - Jorge Loredo, humorista brasileiro (n. 1925).
- 2017 — Darlene Cates, atriz norte-americana (n. 1947).
- 2024 — Richard Serra, escultor norte-americano (n. 1938).
- 2025 — Fuad Noman, economista e político brasileiro (n. 1947).

## Feriados e eventos cíclicos
- Dia do Mercosul

### Internacional
- Bangladesh: Dia da Independência

### Portugal
- Dia do Livro Português

### Brasil
- Dia do Cacau
- São Paulo: Dia Estadual da Matemática
- São Paulo: Aniversário dos municípios de Barueri, Carapicuíba e Poá
- Bahia: Aniversário da emancipação do município de Itaberaba
- Rio Grande do Sul: Aniversário do município de Porto Alegre

### Cristianismo
- Bráulio de Saragoça
- Carlos Duarte Costa
- Guilherme de Norwich
- Larissa da Crimeia
- Lúcia Filippini
- Ludgero
- Pedro de Sebaste
- Richard Allen

### Zoroastrismo
- Nascimento do profeta Zaratustra

## Outros calendários
- No calendário romano era o 7.º dia (VII) antes das calendas de abril.
- No calendário litúrgico tem a letra dominical A para o dia da semana.
- No calendário gregoriano a epacta do dia é v.